# Dasychira congia
Dasychira congia är en fjärilsart som beskrevs av Holland 1893. Dasychira congia ingår i släktet Dasychira och familjen tofsspinnare. Inga underarter finns listade i Catalogue of Life.